# Lucius Vitellius (Vater)

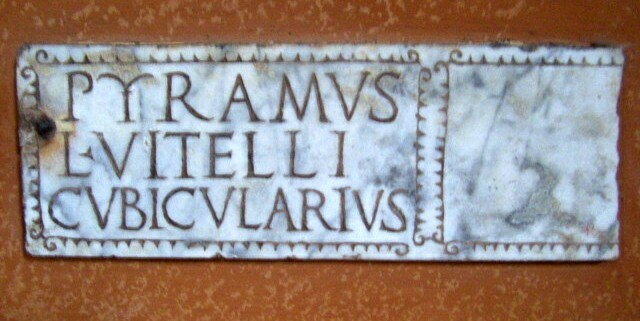
Grabinschrift des Pyramus, des Kammerdieners des Vitellius

Lucius Vitellius (* nicht später als 10 v. Chr.; † nach 51 n. Chr.) war ein römischer Konsul und Zensor. Er war als Statthalter von Syrien Koordinator der römischen Orientpolitik und einer der einflussreichsten Senatoren unter den Kaisern Caligula und Claudius, die ihn mit der außergewöhnlichen Ehre von drei Konsulaten auszeichneten. Von seinen Zeitgenossen wurde er als tüchtiger Statthalter geschätzt und als redegewandter Höfling verachtet. Sein Sohn Aulus Vitellius war im Vierkaiserjahr 69 n. Chr. römischer Kaiser.

## Leben

### Herkunft und Familie
Lucius Vitellius entstammte der Familie der Vitellier, die wohl aus Luceria in Apulien kam. Sein Vater Publius ist der erste historisch fassbare Angehörige dieser Familie, für deren Herkunft der Biograph Sueton zwei Möglichkeiten anbietet: Einem Quintus Elogius zufolge seien die Vitellier Nachfahren des Gottes Faunus und einer Vitellia und in Rom als Patrizier anerkannt worden. Cassius Severus führe die Vitellier dagegen auf einen Freigelassenen zurück, der als Schuhflicker sein Geld verdient habe. Beide Nachrichten müssen allerdings als spekulativ gelten.
Publius Vitellius, der Vater des Lucius, arbeitete als Hausverwalter des Augustus und hatte insgesamt vier Söhne: Aulus bekleidete im Jahr 32 zusammen mit Gnaeus Domitius Ahenobarbus das Konsulat und war als Lebemann bekannt. Quintus erreichte noch unter Augustus die Quästur, wurde unter dessen Nachfolger Tiberius aber aus dem Senat ausgeschlossen. Der jüngere Publius hatte Germanicus auf seiner Orientreise begleitet und war im Jahre 20 im Prozess gegen den Statthalter der Provinz Syrien, Gnaeus Calpurnius Piso, der sich vor dem Ausgang das Leben nahm, entscheidend als Ankläger beteiligt. Später wurde er Prätor. Als Anhänger des intriganten Prätorianerpräfekten Sejan wurde er nach dessen Hinrichtung verhaftet und unternahm einen Selbstmordversuch, erlag jedoch schließlich einer Krankheit.
Die größte politische Bedeutung erlangte der vierte Sohn, Lucius. Vermutlich erhielt er durch seine Verehrung der jüngeren Antonia, der Enkelin des Augustus, früh Zugang zum Kaiserhaus. Mit seiner Ehefrau Sextilia hatte er zwei Söhne, von denen Aulus, der spätere Kaiser, zum jugendlichen Personal des alternden Tiberius auf Capri gehörte. Man warf ihm vor, die Karriere seines Vaters gefördert zu haben, indem er sich von Tiberius missbrauchen ließ. Dessen senatorische Laufbahn muss dennoch eher langsam verlaufen sein, da er 34, im Jahr seines ersten Konsulats, mindestens 44 Jahre alt war und somit das traditionelle Mindestalter von 42 Jahren bereits überschritten hatte.

### Vitellius und die Parther

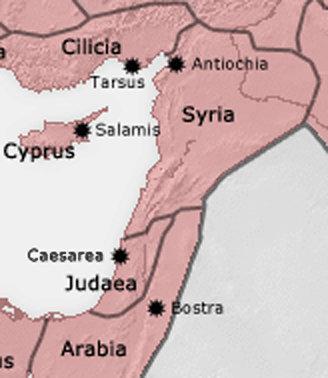
Die römische Provinz Syria, deren Statthalter Lucius Vitellius war

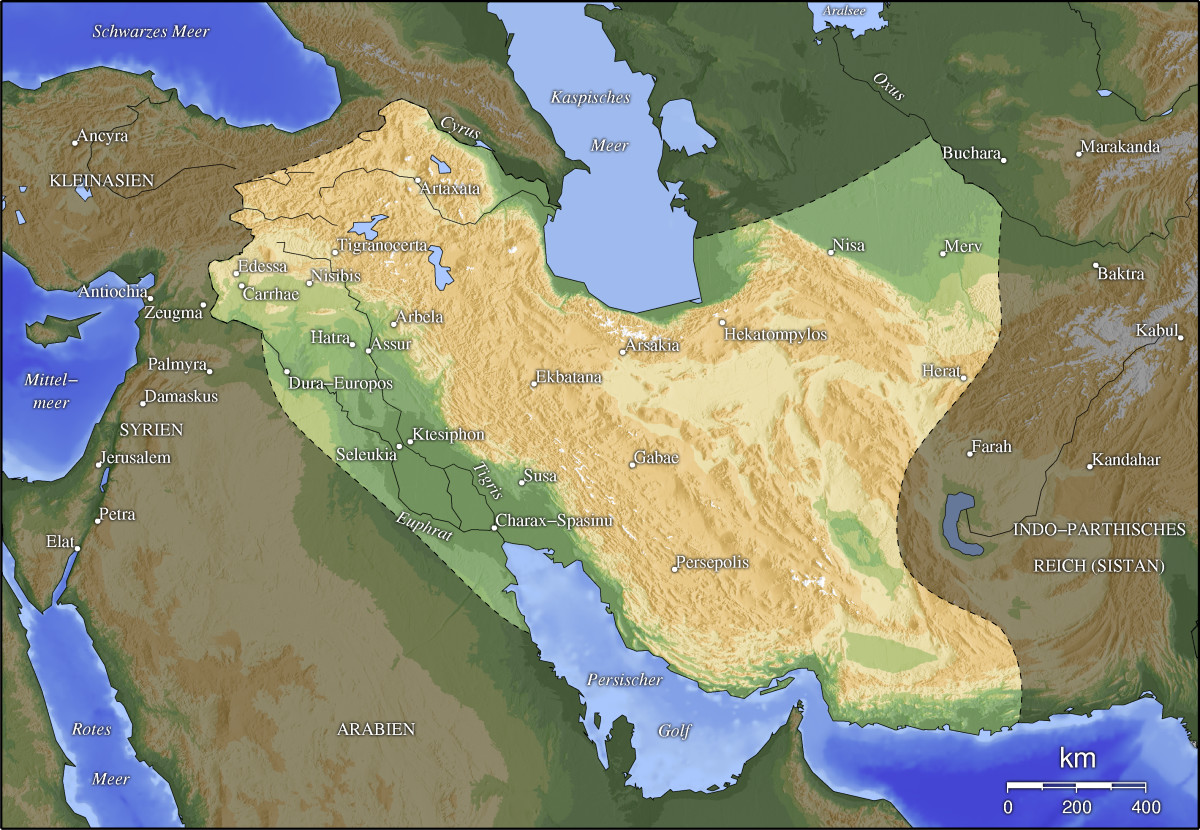
Ungefähre Ausdehnung des Partherreiches, in dem Vitellius einen Gegenkönig einzusetzen versuchte

Das Konsulat des Jahres 34 bekleidete Vitellius zusammen mit Paullus Fabius, und zwar nicht als Suffektkonsul, sondern als ordentlicher Konsul zum Jahresbeginn, wobei er noch in dieser Funktion am 26. Juni das 20-jährige Regierungsjubiläum des Tiberius begehen konnte. Als sich ein Jahr später parthische Adlige bei Tiberius über ihren König Artabanos II. beklagten, schickte der Kaiser Phraates als Thronanwärter nach Parthien. Phraates, der ein Sohn König Phraates’ IV. war und viele Jahre in Rom gelebt hatte, verstarb jedoch noch auf der Reise. Gleichzeitig brachte Artabanos II. nach dem Tod des römischen Vasallenkönigs Zenon einen eigenen Kandidaten auf den Thron von Armenien, was entschieden gegen die Interessen Roms im lange umkämpften Armenien verstieß. Als Reaktion entsandte Tiberius Vitellius als kaiserlichen Legaten (legatus Augusti pro praetore) und Tiridates, einen weiteren parthischen Prinzen, in der Rolle des Thronanwärters nach Syrien. Ob Vitellius darüber hinaus ein außerordentliches Kommando über den Osten des Reiches erhielt, wie es bei Tacitus den Anschein hat, ist strittig.
Als Statthalter der wichtigen Grenzprovinz Syrien befehligte Vitellius vier römische Legionen, er hatte also mehr als 20.000 Soldaten unter seinem Kommando. Als er seine Truppen mobilisierte und ins Partherreich einzumarschieren drohte, zog sich Artabanos mit seiner Armee, die in Armenien gegen die Iberer unter Mithridates gekämpft hatte, ins parthische Kernland zurück. Nach diesem militärischen Fehlschlag fiel es Vitellius und seinen parthischen Verbündeten leicht, den parthischen Adel gegen seinen König aufzubringen, der schließlich sein Heil in der Flucht suchte. Nun schien für Tiridates der Weg auf den Thron frei zu sein. Vitellius begleitete ihn mit seinen Soldaten bis zum Euphrat, wo die beiden ihre Götter durch ein Opfer günstig zu stimmen suchten. Nach einer weiteren Machtdemonstration – die römischen Truppen überquerten den Fluss auf einer Schiffsbrücke – kehrte Vitellius auf römisches Gebiet zurück.
In der Zwischenzeit hatte sich ein kilikischer Stamm, der den römischen Zensus und die damit verbundenen Steuerzahlungen verweigerte, im Taurusgebirge verschanzt. Vitellius beauftragte Marcus Trebellius mit der Niederschlagung der Revolte. Trebellius marschierte mit 4000 Legionären nach Kleinasien, wo er die Aufständischen auf zwei Hügeln einschließen und zur Aufgabe zwingen konnte. Tiridates erhielt währenddessen die Anerkennung des Adels und der Städte Parthiens. Feierlich zog er in die parthische Hauptstadt Seleukia-Ktesiphon ein, wo er mit dem Diadem zum König gekrönt wurde. Auch der Schatz und der Harem seines Vorgängers fielen ihm in die Hände. Einige einflussreiche Adlige hatte er allerdings nicht auf seine Seite ziehen können. Sie suchten und fanden den abgesetzten König Artabanos, der sich nach Hyrkania am Kaspischen Meer zurückgezogen hatte, und versuchten, ihn zur Rückkehr auf den Thron zu bewegen.
Artabanos ließ sich nicht lange bitten. Er warb skythische Truppen an und zog mit ihnen in aller Eile nach Seleukia-Ktesiphon. Die einfache Kleidung, die er im Exil getragen hatte, behielt er zunächst an, um die Sympathie der Bevölkerung zu gewinnen. Tiridates war unschlüssig, ob er Artabanos entgegenziehen oder auf Zeit spielen sollte. Als er sich endlich für einen taktischen Rückzug entschied, lief die Mehrzahl seiner Soldaten zu seinem Gegner über, der nun erneut die Macht im Partherreich übernahm. Tiridates musste geschlagen zu Vitellius zurückkehren. Im Frühsommer 37 trafen sich der römische Statthalter und der auf den Thron zurückgekehrte Artabanos schließlich auf einer Brücke über den Euphrat. Artabanos erkannte die römische Überlegenheit an und gestand den Römern die Oberhoheit über Armenien zu. So endete die Partherkrise der Jahre 35–37 doch noch mit einem römischen Erfolg, der für den Althistoriker Karl Christ „eine der erstaunlichsten außenpolitischen Leistungen des Tiberius“ (der für seine außenpolitische Untätigkeit bekannt ist) darstellt.

### Vitellius in Palästina

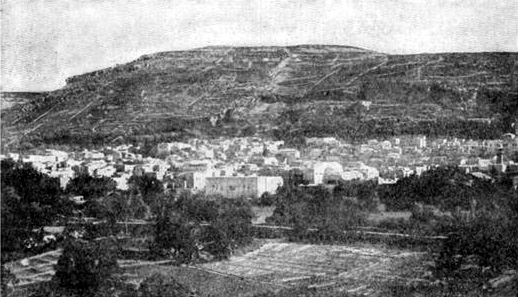
Ein Zwischenfall am Fuß des Berges Garizim (hier ein 1900 veröffentlichtes Foto) führte zur Absetzung des Pilatus.

Vitellius hatte als Statthalter von Syrien auch die Aufsicht über Judäa inne, das aufgrund der Struktur seiner Oberschicht und des monotheistischen Glaubens der dort lebenden Juden in einem gespannten Verhältnis zu Rom stand. Judäa und die angrenzenden Gebiete waren 4 v. Chr. unter den Söhnen des Königs Herodes aufgeteilt worden. Der letzte überlebende Herodessohn, der Tetrarch Herodes Antipas, war mit Aretas IV., dem König der Nabatäer, in Streit geraten. Herodes war mit einer Tochter des Aretas verheiratet gewesen, hatte diese dann aber für seine Verwandte Herodias verlassen. Grenzstreitigkeiten führten 36 schließlich zu einer militärischen Auseinandersetzung zwischen den verfeindeten Fürsten, in deren Verlauf Herodes eine vernichtende Niederlage erlitt. Herodes beklagte sich brieflich bei Kaiser Tiberius, der ihm stets gewogen war. Daraufhin erhielt Vitellius vom Kaiser den Auftrag, einen Vergeltungsschlag gegen Aretas zu führen. Wegen Differenzen mit Herodes Antipas, in dessen Wiedererstarken Vitellius keinen Vorteil sah, folgte er dem kaiserlichen Befehl allerdings nur zögerlich und versuchte, die Vorbereitungen in die Länge zu ziehen.
Außerdem hatte sich Vitellius im Winter 36/37 mit einer Klage der Samaritaner zu befassen, die Pontius Pilatus, den aus dem Neuen Testament bekannten Präfekten von Judäa, des Mordes an samaritanischen Pilgern beschuldigten. Ein Mann, der behauptete, die Höhle zu kennen, in der die seit dem Babylonischen Exil verlorenen Tempelgerätschaften des Mose (darunter vor allem das Zelt der Begegnung und die Bundeslade) verborgen waren, hatte zahlreiche Samaritaner, darunter offenbar auch Bewaffnete, zum Marsch auf den Berg Garizim bewegt. Soldaten des Pilatus hatten sie aufgehalten und auf dessen Befehl hin am 15. Juli 36 ein Blutbad unter den Pilgern angerichtet. Vitellius schickte Pilatus nach Italien zurück, wo er sich vor dem Kaiser verantworten sollte. Mit der Verwaltung Judäas betraute er seinen Freund Marcellus.
Schließlich setzte Vitellius Anfang März 37 zwei Legionen zur Unterstützung des Herodes Antipas durch Judäa in Marsch und begab sich selbst in dessen Begleitung zum Pessachfest nach Jerusalem, um sich dort ein Bild über die Lage zu machen. Ob Vitellius schon ein Jahr zuvor Jerusalem besucht hatte, ist strittig. Jedenfalls hatte er im Vorjahr aus nicht ganz geklärten Gründen, die offenbar im Zusammenhang mit der Absetzung des Pilatus standen, den langjährigen jüdischen Hohenpriester Kajaphas abgesetzt und durch dessen Schwager Jonathan ersetzt. Nachdem ihn die Bewohner der Stadt freundlich empfangen hatten, gewährte er der jüdischen Tempelbehörde wieder die Verfügung über die heiligen Gewänder, die sich seit dem Tod des Königs Herodes in römischer Verwahrung befunden hatten, und erließ Jerusalem auch die Obstverkaufssteuer. Außerdem ersetzte er den Hohenpriester Jonathan nun durch dessen Bruder Theophilos, beides Söhne des Hannas, der Oberhaupt einer einflussreichen Jerusalemer Priesterfamilie war, mit der die römische Obrigkeit seit vielen Jahren kooperierte. Am vierten Tag seines Aufenthalts erreichte ihn die Nachricht vom Tod seines Förderers Tiberius und dem Regierungsantritt Caligulas. Daraufhin zog Vitellius seine Truppen wieder zurück, da er den Kriegszug gegen die Nabatäer in dieser Lage für nicht mehr geboten hielt.

### Rückkehr nach Italien

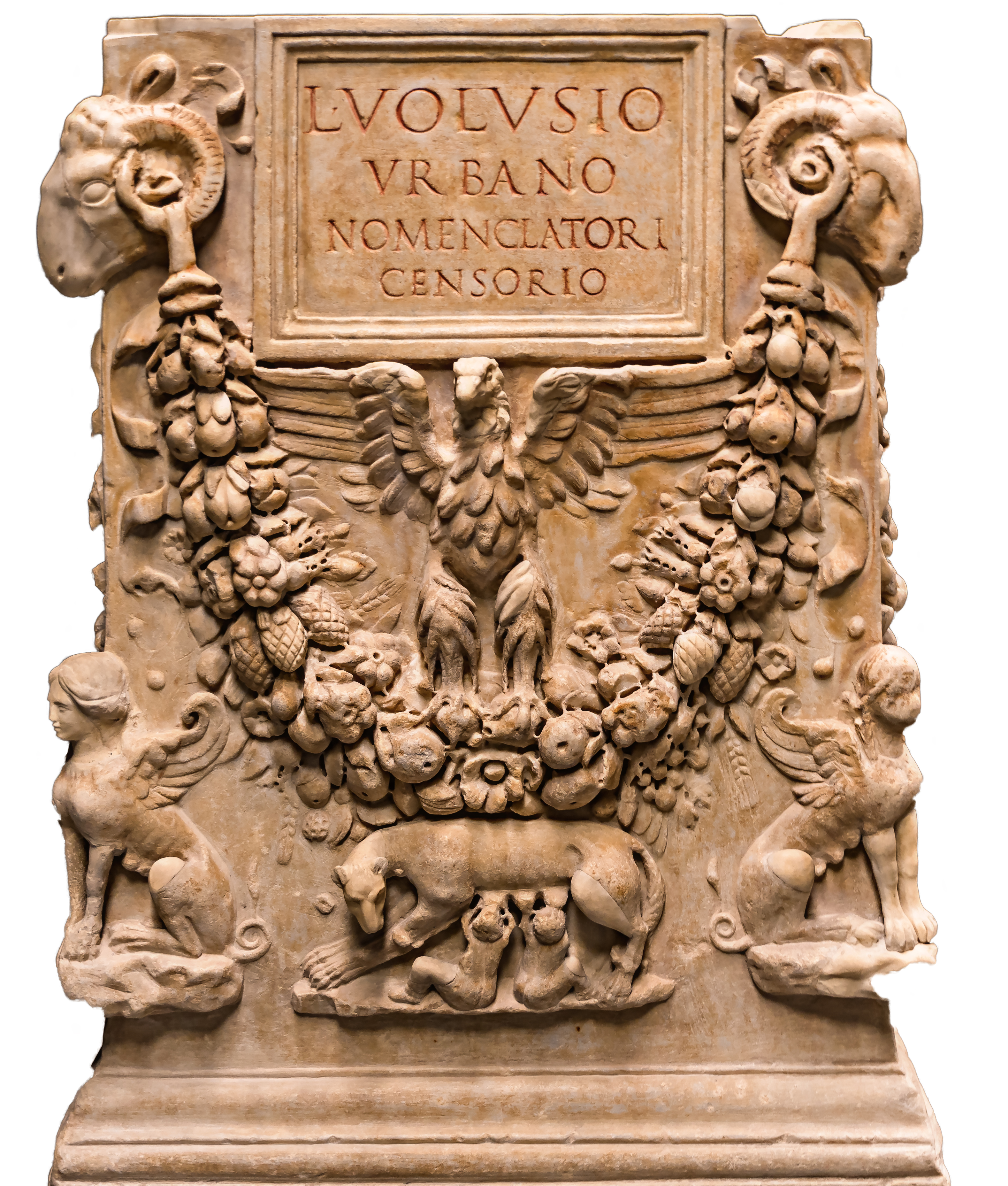
Grabstein des Freigelassenen Lucius Volusius (Urbanus), der wahrscheinlich um das Jahr 48/49 bei der Censur Kaiser Claudius und seinem Kollegen Lucius Vitellius als Nomenclator gedient hatte

Nachdem Caligula Publius Petronius zum Nachfolger des Vitellius berufen hatte, kehrte dieser nach Italien zurück und führte dort nach einem Zeugnis des älteren Plinius aus Syrien besondere Feigensorten und die Pistazie ein. Caligula hatte mit der Ablösung wohl die Absicht, den Juden gegenüber einen schärferen Kurs einzuschlagen, da er Publius Petronius damit beauftragte, den Tempel in Jerusalem in ein Zentrum des Kaiserkultes umzuwandeln. Auch dürften die Erfolge des Vitellius im Osten ihn dem misstrauischen neuen Kaiser verdächtig gemacht haben. Dem späteren Geschichtsschreiber Cassius Dio (um 155–235) zufolge wollte Caligula ihn sogar zum Tode verurteilen, verzichtete jedoch darauf, als Vitellius sich ihm zu Füßen warf und ihm tränenreich göttliche Verehrung versprach. Dass er der erste war, der Caligula als Gott zu verehren bereit war, überliefert auch der anekdotenreiche Biograph Sueton. Als der Kaiser ihm gegenüber einmal behauptete, sich gerade mit der Mondgöttin zu unterhalten, soll Vitellius sein Nichterkennen der Göttin damit entschuldigt haben, dass nur Götter einander sehen könnten. Caligula soll ihn nach dieser übertriebenen Schmeichelei zu seinen engsten Freunden gezählt haben.
Nach Caligulas Ermordung gewann Vitellius schnell das Vertrauen des neuen Kaisers Claudius, an dessen Seite er 43 zum zweiten Mal Konsul wurde. Als Claudius Rom verließ, um dem Abschluss der Eroberung Britanniens persönlich vorzustehen, überließ er ihm sogar die Regierungsverantwortung. Vitellius gehörte auch dem Priesterkollegium der Arvalbrüder an und hatte wohl 45 das Amt des magister („Lehrmeister“) in diesem Kollegium inne. Im Jahre 47 wurde Vitellius als erstem Römer seit Agrippa, der nicht selbst Kaiser war, die außergewöhnliche Ehre eines dritten Konsulats zuteil. Als Claudius im selben Jahr Säkularspiele veranstaltete – jene altetruskische 110-Jahr-Feier, die Augustus im Jahre 17 v. Chr. hatte wiederaufleben lassen, um den Beginn einer neuen Ära zu begehen, und deren Zeitpunkt von Claudius neu berechnet worden war – soll Vitellius dem Kaiser noch oft die Gelegenheit gewünscht haben, dieses Fest zu feiern.
Claudius dürfte aus dieser Äußerung eher Schmeichelei als Spott herausgehört haben, zumindest erreichten die Söhne des Vitellius Lucius und Aulus, der spätere Kaiser, im Jahre 48 das Konsulat. Vitellius selbst bekleidete 48–49 zusammen mit dem Kaiser das Amt des Zensors, das seit vielen Jahren niemand mehr innegehabt hatte. Unter seinem kaiserlichen Sohn geprägte Münzen erwähnen das dreifache Konsulat sowie das Zensorenamt, teilweise für das zweite Jahr.

### Helfer zweier Kaiserinnen

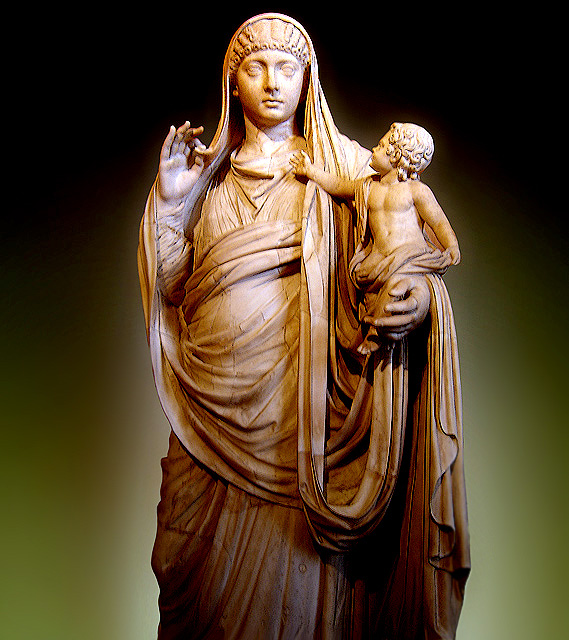
Vitellius war ein Vertrauter Messalinas, hier mit dem Knaben Britannicus in einer zeitgenössischen Skulptur.

Im Senat gehörte Vitellius zur Faktion der Kaisergattin Messalina. Er war an der Verurteilung des zweimaligen Konsulars Valerius Asiaticus beteiligt, den Messalina aus dem Weg räumen wollte. Ihre Motive waren wohl ihr Interesse an den prachtvolle Gärten des Lucullus, die im Besitz des Asiaticus waren, und Eifersucht auf dessen Geliebte Poppaea Sabina, die Mutter der späteren Gattin Neros. Asiaticus wurde unter Beihilfe des Sosibius angezeigt, des Erziehers von Messalinas Sohn Britannicus. Gegen die Anklagepunkte des Hochverrats durch Bestechung sowie des Ehebruchs und sexueller Hingabe musste Asiaticus sich vor dem Kaiser und Vitellius in ihrer Eigenschaft als Zensoren verantworten.
Die ebenfalls anwesende Messalina verließ den Saal, da die Verteidigungsrede des Asiaticus sie zu Tränen gerührt hatte, empfahl aber Vitellius die Verurteilung des Angeklagten. Dieser sprach von der langjährigen Freundschaft zwischen ihnen beiden und den zahlreichen Verdiensten, die Asiaticus sich erworben hatte. Vor diesem Hintergrund sei es nur gerecht, wenn dieser sich die Art seines Todes selbst wählen dürfe. Asiaticus beklagte sich zwar, er wäre lieber der Kunstfertigkeit des Tiberius oder dem Zorn Caligulas zum Opfer gefallen als dem Verrat einer Frau und dem schamlosen Mundwerk des Vitellius, musste sich aber in sein Schicksal fügen und öffnete sich die Adern. Sosibius erhielt wenig später auf Betreiben des Vitellius eine Million Sesterzen als Belohnung für die guten Dienste, die er dem Kaiserhaus geleistet hatte.
Als Zeichen seiner besonderen Verehrung für Messalina soll Vitellius sogar einen ihrer Schuhe unter seiner Toga getragen haben. Auch zählte er Narcissus und Pallas, die einflussreichsten Freigelassenen des Claudius, zu seinen Hausgöttern. Bei der Hinrichtung der Messalina, die sich in Abwesenheit ihres Gatten Claudius mit Gaius Silius neu vermählt hatte, griff Vitellius indes nicht ein, obwohl Narcissus, der den Kaiser informiert hatte, in ihm einen Unsicherheitsfaktor gesehen hatte.
Nach ihrem Tod schloss Vitellius sich schnell Agrippina an, der neuen Macht im Kaiserhaus. Agrippina war als Tochter des Germanicus, dessen Gefolgsmann sein Bruder Publius einst gewesen war, die Nichte des Claudius. Als der Kaiser im Jahr 49 Agrippina heiraten wollte, überzeugte Vitellius den Senat mit einer geschickten Rede von den Vorteilen dieser Verbindung. Er konnte die anderen Senatoren dazu bewegen, sich nicht nur bei Claudius für die Eheschließung einzusetzen, sondern die bisher als Inzest betrachtete Vermählung von Onkel und Nichte generell zu gestatten. Erst 342 wurde die Möglichkeit zu einer solchen Verbindung wieder verboten, belegt sind neben Claudius aber nur zwei Fälle, in denen sie genutzt wurde.
Außerdem strich Vitellius als Zensor den amtierenden Prätor Lucius Iunius Silanus aus der Senatsliste, der zu diesem Zeitpunkt mit Claudius’ Tochter Octavia verlobt war. Er warf ihm Inzest mit seiner Schwester Iunia Calvina vor, die kurzzeitig mit dem jüngeren Lucius Vitellius verheiratet gewesen war. Iunius Silanus beging daraufhin Selbstmord, seine Schwester wurde verbannt. Nun konnte Agrippinas Sohn Nero Octavia heiraten, womit sein Weg zur Kaiserschaft geebnet war. Die Dienste, die Vitellius der neuen Kaiserin bei der Etablierung ihrer Machtposition geleistet hatte, zahlten sich schließlich aus. Als er 51 von Iunius Lupus des Hochverrats beschuldigt wurde, sorgte sie dafür, dass der Ankläger von Claudius verbannt wurde. Vitellius muss bald danach gestorben sein.

## Antike Bewertung
Die Historiker Tacitus und Sueton beurteilen Vitellius weitgehend übereinstimmend: Als Provinzstatthalter sei er „tüchtig“ gewesen, am Hofe des Caligula immerhin noch „unschuldig“, sei dann aber aus Furcht vor dem Kaiser „in schändliche Knechtschaft“ verfallen, sodass insgesamt „sein schandhaftes Greisenalter das Gute seiner Jugend vergessen gemacht“ habe. Sueton berichtet über den alternden Vitellius, dieser sei „aufgrund der Liebe zu einer Freigelassenen in Verruf“ geraten, deren Speichel er sich mit Honig vermengt als Heilmittel auf die Halsschlagader gestrichen habe, und zwar sowohl täglich als auch in der Öffentlichkeit. Diese Prozedur bewahrte ihn jedoch nicht davor, an den Folgen eines Schlaganfalls zu sterben.
Vitellius wurde mit einem Staatsbegräbnis (funus censorium) und einem Standbild auf dem Forum geehrt, das die Inschrift „Von standhaftem Pflichtgefühl gegenüber dem Kaiser“ trug. Noch im Jahre 69 trug sein Ansehen beim Heer im Vierkaiserjahr entscheidend zur Erhebung seines Sohnes zum Kaiser durch die germanischen Truppen bei. Auch dessen Nachfolger als Kaiser, Vespasian, scheint in den 40er Jahren von seiner Förderung profitiert zu haben. Zu Beginn des zweiten Jahrhunderts sagte Tacitus über Vitellius, dass dieser „der Nachwelt als Musterbeispiel schändlicher Schmeichelei gilt“. Es wird angenommen, dass sowohl Tacitus als auch Sueton einer Tradition folgten, die die Angehörigen des Aulus Vitellius, an dem als erstem Kaiser die Todesstrafe vollstreckt wurde, in ein ungünstiges Licht rücken wollte.